# Бадем (Немачка)
Бадем (њем. Badem) општина је у њемачкој савезној држави Рајна-Палатинат. Једно је од 235 општинских средишта округа Ајфелкрајс Битбург-Прим. Према процјени из 2010. у општини је живјело 1.075 становника. Посједује регионалну шифру (AGS) 7232007.

## Географски и демографски подаци
Бадем се налази у савезној држави Рајна-Палатинат у округу Ајфелкрајс Битбург-Прим. Општина се налази на надморској висини од 370 метара. Површина општине износи 9,2 km². У самом мјесту је, према процјени из 2010. године, живјело 1.075 становника. Просјечна густина становништва износи 117 становника/km².